# Lecanora demersa
Lecanora demersa är en lavart som först beskrevs av August von Krempelhuber och som fick sitt nu gällande namn av Hannes Hertel och Gerhard Rambold. 
Lecanora demersa ingår i släktet Lecanora och familjen Lecanoraceae. Inga underarter finns listade i Catalogue of Life.